# Defense Logistics Agency
Defense Logistics Agency (översatt:Försvarets logistikmyndighet), förkortning DLA, är en amerikansk federal myndighet som hör till USA:s försvarsdepartement. DLA tillhandahåller förnödenheter och tekniska tjänster, bidrar med kvalificerat stöd för logistikhantering samt i materialanskaffningsprocessen för militärdepartementen, försvarsdepartmentents övriga komponenter, samt till vissa andra federala myndighter. DLA hanterar förnödenheter i åtta varugrupper: bränsle, proviant, beklädnad, byggmateriel, elektronik, förbrukningsvaror, industrivaror samt medicinska förnödenheter.
Den organisation som idag är DLA grundades år 1961 av försvarsminister Robert McNamara som Defense Supply Agency (DSA). Syftet med DSA var att på ett centraliserad basis sköta stora delar av försvarets inköp och hantering av förnödenheter, istället för att som tidigare låta de olika försvarsgrenarna sköta detta var och en för sig. DSA hade vuxit såpass kraftig under sina första 16 verksamhetsår, både i fråga om dess ansvarsområden och dess storlek, att man 1977 lät byta namnet till det nuvarande DLA för att bättre reflektera verksamhetens mer mångskiftande karaktär.

## Organisation
Chefen för DLA är en trestjärning general/amiral (generallöjtnant/viceamiral), och denne rapporterar till statssekreteraren i försvarsdepartementet för upphandling, teknologi & logistik (Under Secretary of Defense for Acquisition, Technology & Logistics). Huvudkontoret är beläget vid Fort Belvoir i delstaten Virginia strax söder om Washington, DC. DLA har över 26 000 anställda medarbetare, både militärer och civilanställda, och är utifrån öppna källor försvarsdepartementets största stödmyndighet (Defense Agency). Huruvida DLA verkligen är den största stödmyndigheten eller ej går inte att avgöra eftersom de beviljade anslagen för den troliga titelutmanaren National Security Agency och dess antal medarbetare är hemligstämplade.

### Avdelningar
- Document Automation & Production Service (DAPS)
- Defense Distribution Center (DDC)
- Defense Energy Support Center (DESC)
- Defense Logistics Information Service (DLIS)
- Defense National Stockpile Center (DNSC)
- Defense Reutilization and Marketing Service (DRMS)
- Defense Supply Center:
  - Columbus(DSCC)
  - Philadelphia (DSCP)
  - Richmond (DSCR)
- Defense Automatic Addressing System Center (DAASC)
- Defense Logistics Management Standards Office (DLMSO)
- Defense Logistics Agency - Central (DLA-C)
- Defense Logistics Agency Europe and Africa (DLA-E/A)
- Defense Logistics Agency - Pacific (DLA-P)
- Defense Reutilization and Marketing Service (DRMS)